# Amalia Navarro
Amalia Navarro es una pintora española contemporánea encuadrada dentro del estilo del movimiento realismo mágico.

## Biografía
Nace en 1958 en Alora (Málaga). Se inicia tempranamente en el dibujo y la acuarela de la mano de su padre José María Navarro, aunque su carrera artística comienza a finales de los ochenta, en la Escuela de Bellas Artes Aplicadas y Oficios Artísticos de Orihuela, pasando más tarde por el taller del pintor Federico Chico, llevando a cabo también cursos de grabado por la Universidad Miguel Hernández de Elche y por el Instituto de Cultura Juan Gil Arbert de la Diputación de Alicante.
La artista ha ido derivando su estilo hacía un realismo mágico, introduciendo en sus interiores, como elemento inesperado para alterar la realidad, obras de pintores clásicos como Velázquez o Goya, que suscitan en el espectador una turbación que atrae y cautiva.
Ha conseguido numerosos premios de pintura en su trayectoria artística. En el año 2007 fue elegida junto con 17 pintores más de la Comunidad Valenciana, entre ellos Golucho, Alex Alemany, Paco Barrachina, González Alacreu, Santamans, José Luis Corella, Saorin, etc., para formar parte de la exposición que se llevó a cabo con motivo del 25 aniversario de las Cortes Valencianas, en el Palacio de los Borja de Valencia. Y ese mismo año la Honorífica Orden de San Antón, en reconocimiento a sus logros artísticos la nombra Dama de San Antón, pasando a formar parte, un año después, del Capítulo de Gobierno de dicha Orden.
En 2011 lleva a cabo un retrato del beato Juan Pablo II, por encargo de la Archicofradía de Ntra. Sra. de Monserrate, para presidir una capilla en el Santuario de la Patrona de Orihuela
Actualmente (2012) vive y trabaja en Orihuela.

## Premios
Los más destacados:
- Primer Premio Certamen Nacional de Pintura Ciudad de Castellón.
- Primer Premio Certamen Nacional de Artes Plásticas Ciudad de Palencia[2][3]
- Primer Premio Certamen Internacional de Pintura Toledo Puche. Cieza. Murcia
- Mención de Honor Premio Aula Artes Plásticas Universidad de Murcia.
- Mención de Honor Certamen Europeo de Pintura Antonio López. Pinto. Madrid
- Premio Pintor Jerónimo Martínez en el Certamen Nacional de Artes Plásticas Ciudad de Elche.
- Primera Mención de Honor en el Certamen Nacional de Pintura Ciudad de Hellín. Murcia.
- Premio-adquisición de obra. Diputación de Alicante. Convocatoria Artes Plásticas 2005
- Premio-adquisición de obra. Diputación de Alicante. Convocatoria Artes Plásticas 2006
- Premio-adquisición de obra. Diputación de Alicante. Convocatoria Artes Plásticas 2007
- Premio-adquisición de obra. Diputación de Alicante. Convocatoria Artes Plásticas 2008
- Premio adquisición de obra en el Certamen Nacional de Pintura de la Fundación Jorge Alió de Alicante.
- Cartel de las Fiestas de Moros y Cristianos de Orihuela.[4]